# Böttcherstraße (Lübeck)

Die Lage der Böttcherstraße, rot markiert

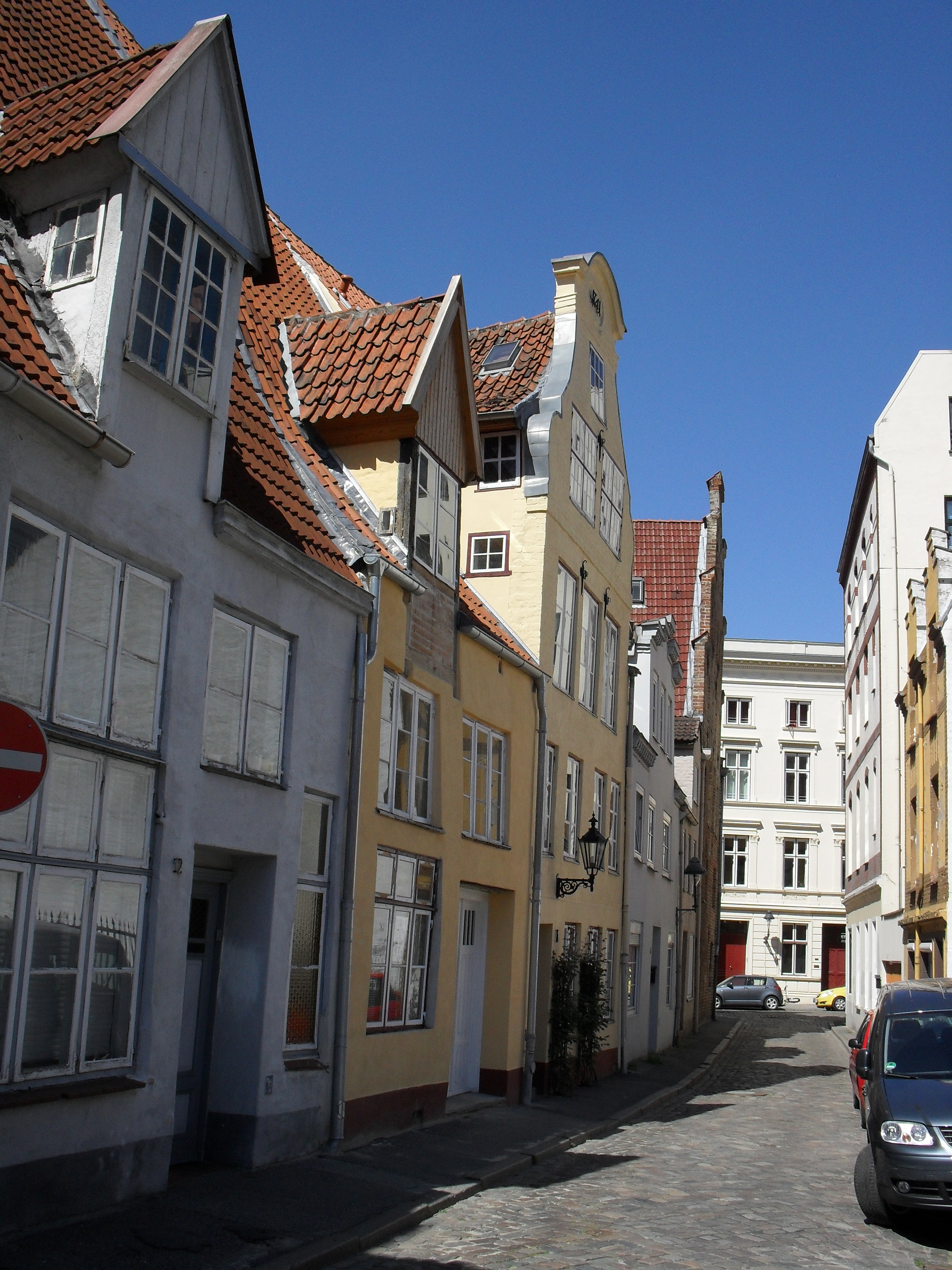
Die Böttcherstraße

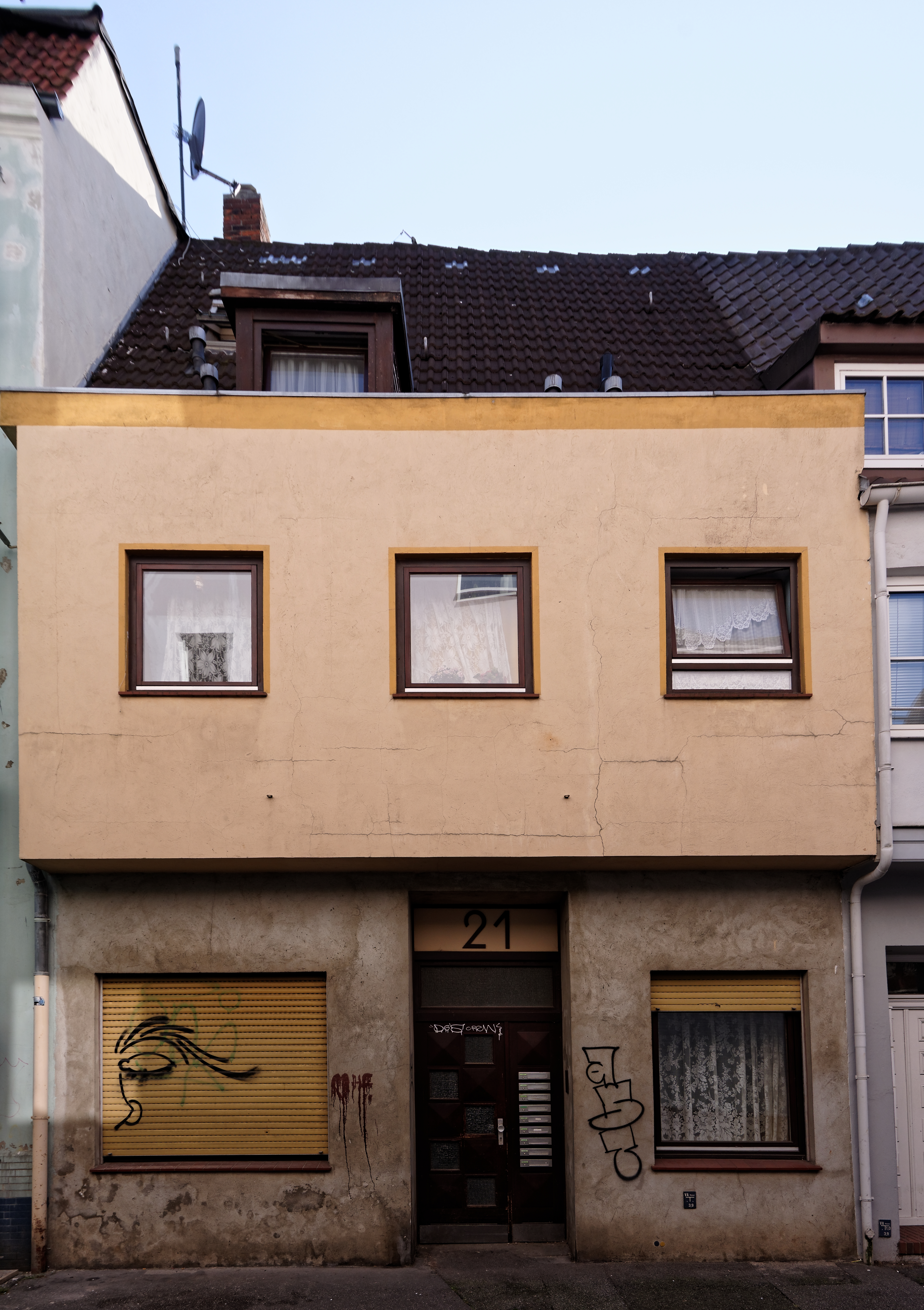
Böttcherstraße 21 in schlechtem Zustand 2016

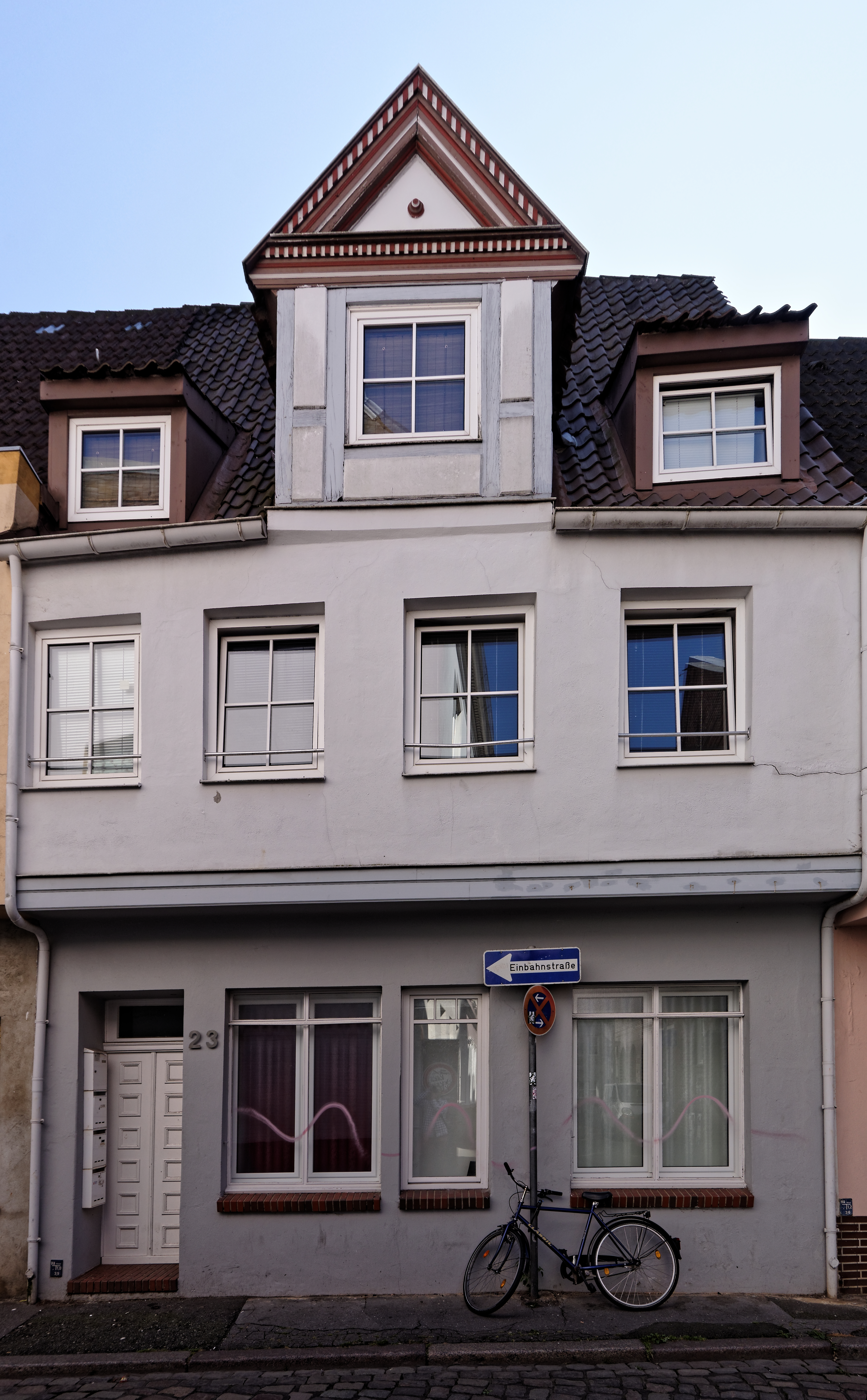
Böttcherstraße 23

Die Böttcherstraße ist eine Straße der Lübecker Altstadt.

## Lage
Die etwa 150 Meter lange Böttcherstraße befindet sich im Nordwesten der Altstadtinsel, im Marien-Magdalenen Quartier. Annähernd in Nord-Süd-Richtung verlaufend, verbindet sie als Querstraße die Fischergrube mit der Beckergrube, auf die sie gegenüber der Siebenten Querstraße trifft, wobei zunächst von Osten her die Bierspünderstraße in die Böttcherstraße einmündet, dann von Westen die zur Untertrave führende Clemensstraße.

## Geschichte
Erstmals urkundlich erwähnt wird die Straße 1257 unter dem lateinischen Namen Prope sanctum Clementem (Bei St. Clemens) nach der hier gelegenen Clemenskirche. Auch in den folgenden Jahrhunderten ist diese Kirche in allen verzeichneten Varianten namengebend:
- 1298: Dwerstrate apud sanctum Clementem (Querstraße bei St. Clemens)
- 1376: Platea sancti Clementis (Straße des heiligen Clemens)
- 1426: Sunte Clementisdwerstrate (Sankt-Clemens-Querstraße)
- 1459: Clementesstrate
- 1486: Sunte Clementesstrate

Im 16. Jahrhundert tritt dann ein Wechsel ein: Die Bezeichnung der Straße nach der Clemenskirche gerät außer Gebrauch und wird ersetzt durch die Benennung nach den hier ansässigen, am nahen Travehafen tätigen Böttchern. Erstmals 1580 ist Bodekerdwerstrate (Böttcherquerstraße) als Name verzeichnet, 1598 lautet die Bezeichnung Bodekerstrate. Die heute gültige hochdeutsche Form Böttcherstraße ist seit 1852 amtlich festgelegt.
Die nordöstliche Seite der Böttcherstraße im Umfeld der Einmündung der Bierspünderstraße erlitt beim Bombenangriff am 29. März 1942 Zerstörungen, die dort eine bis heute bestehende auffallende Lücke von 40 Metern Länge in der Bebauung hinterließen. Davon abgesehen weist die Straße ein weitgehend geschlossenes Bild historischer Bauten aus mehreren Jahrhunderten auf.

## Bauwerke
- Böttcherstraße 8: Barockes Giebelhaus von 1741
- Böttcherstraße 12: Im Kern älteres klassizistisches Kleinhaus von etwa 1800
- Böttcherstraße 17: Klassizistisches Haus, errichtet zwischen 1790 und 1800
- Böttcherstraße 20: Renaissance-Treppengiebelhaus von 1606
- Böttcherstraße 21: Renaissance-Kleinhaus von 1569
- Böttcherstraße 22: Renaissance-Treppengiebelhaus des 16. Jahrhunderts
- Böttcherstraße 23: Verputztes Fachwerkwohnhaus des 16. Jahrhunderts